# A. J. Raffles

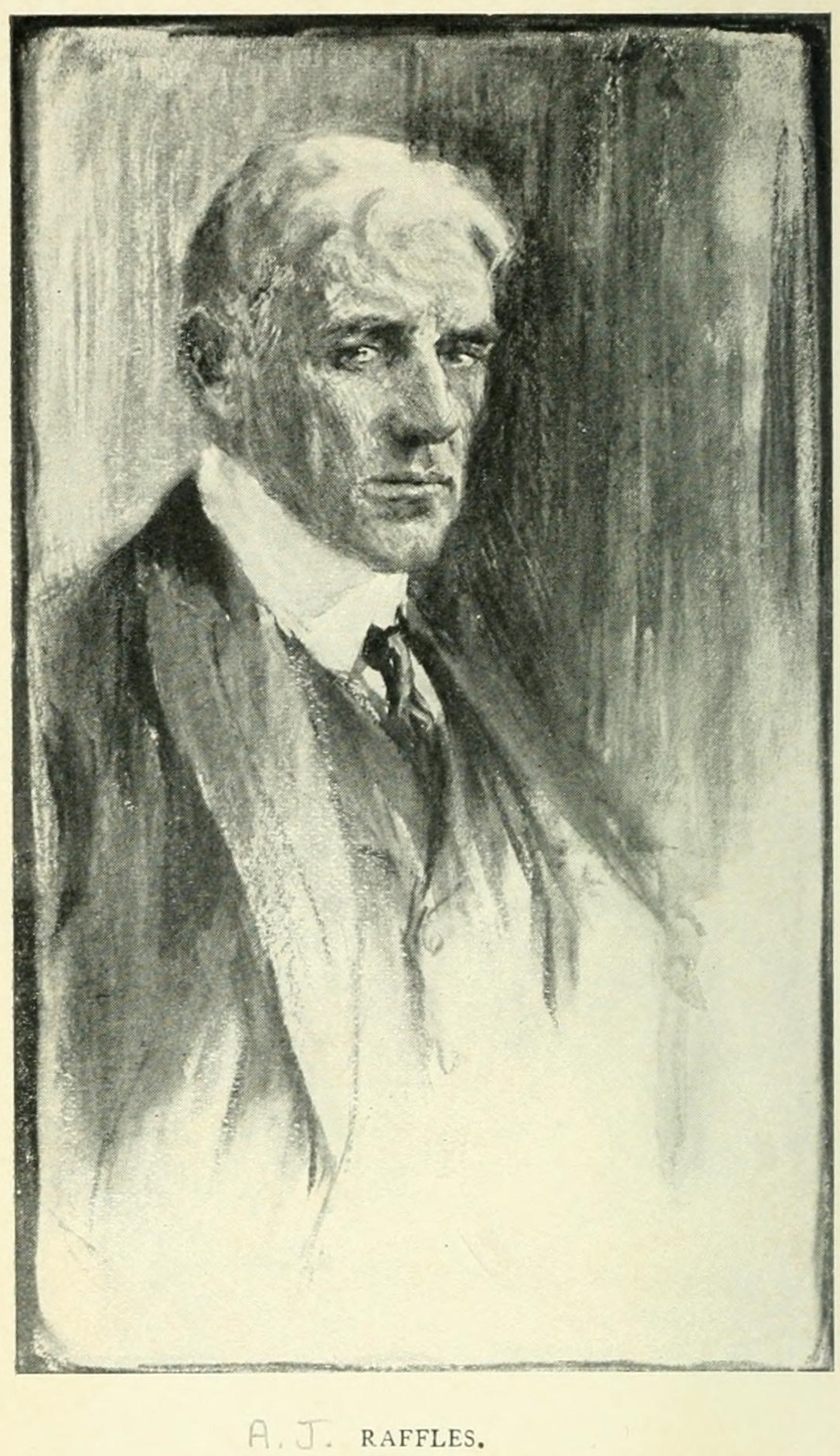
Porträt des A.J. Raffles von der Titelseite des Buches The Amateur Cracksman (1905)

A. J. Raffles (auch Arthur J. Raffles) ist der Name einer vor allem im englischen Sprachraum populären Romanfigur, die vom englischen Schriftsteller Ernest William Hornung (1866–1921) entwickelt wurde.
Hornung, ein Schwager des Sherlock-Holmes-Autors Arthur Conan Doyle, entwickelte die Figur des Raffles ersichtlich nach dem Vorbild des großen Detektivs, aber im Gegensatz dazu als einen nahezu unfehlbaren Gentleman-Einbrecher, der die Reichen bestiehlt, allerdings anders als über ihn hin und wieder beschrieben, nicht wie Robin Hood die Armen beschenkt, sondern sich und seinen Partner Harry „Bunny“ Manders, da er sich von der englischen Gesellschaft des 19. Jahrhunderts als ungerecht behandelt empfindet.
Die Geschichten des Ursprungsautors (es folgten im Laufe der Zeit zahlreiche Pastiches anderer Autoren über A.J. Raffles) wurden zwischen 1899 und 1909 erstveröffentlicht. A.J. Raffles ist, was seine Rolle als Krimineller betrifft, insofern ein Vorläufer des französischen Arsène Lupin, die Maurice Leblanc von 1905 bis 1935 veröffentlichte.

## Protagonisten

### A. J. Raffles
Ein genaues Geburtsdatum wird in den Erzählungen nicht genannt; zum Zeitpunkt seines Todes im Zweiten Burenkrieg (ca. 1900) soll er um die 40 Jahre alt sein, also um 1860 geboren. Raffles hat in Cambridge studiert (der Studiengang ist nicht überliefert), ist ledig und kinderlos, lebt das Leben eines reichen Dandys und betätigt sich als hervorragender Cricketspieler. Er verkehrt (jedenfalls im ersten Teil der Erzählungen) als Partylöwe unter den Schönen und Reichen und nutzt Empfänge gezielt, um die Örtlichkeiten auszukundschaften.
Seine Nächte verbringt er mit Beutezügen, allein oder mit seinem Adlatus „Bunny“ und hält (bis zu seiner Enttarnung Mitte der 1890er Jahre auf einem Kreuzfahrtschiff) die Tarnung aufrecht. Moralische Skrupel sind ihm (anders als seinem Gehilfen) fremd, er hält das gezielte Bestehlen von Personen, die es sich leisten können, als gerecht, um ihm in seiner zeitweiligen finanziellen Bedrängnis auszuhelfen. Auf die Idee, einer geregelten Arbeit nachzugehen, kommt er in keiner der Geschichten.
Als Dieb hat er allerdings einen gewissen Ehrenkodex, er bezeichnet sich ausdrücklich als Amateur, der, anders als Berufsverbrecher, nur ganz bestimmte Leute bestiehlt und grundsätzlich keine Waffe mit sich führt. Einen Totschläger wendet er nur ganz ausnahmsweise und mit schlechtem Gewissen an (wenn jemand, wie ein Wachmann, seinen Job penetrant hartnäckig ausfüllt statt wie üblich eher mit Schlendrian). Er verfolgt die Presseberichterstattung und ist froh, wenn als Folge seiner Taten niemand ernsthaft zu Schaden kommt.
In späteren Geschichten, als er nach einem unfreiwilligen Exil in Italien (in den Händen der Camorra) nach England zurückkehrt, muss er als vermeintlich kranker Greis unter falschem Namen unter pflegerischer Betreuung seines alten Gefährten den Tag verbringen, um wiederum in der Nacht Beutezüge wie eh und je zu machen. Anlässlich des 60. Thronjubiläums von Königin Victoria, also im Jahre 1897, stiehlt er einen goldenen Becher aus dem Britischen Museum und macht ihn der Queen anonym zum Geschenk.
In einem Anfall patriotischer Gesinnung zieht er in den Zweiten Burenkrieg nach Südafrika und stirbt im Kugelhagel, als er seinem Gefährten, der zuvor durch eine Schussverletzung zu Boden ging, helfen will.
Eine späte Rehabilitation von A.J. Raffles erfolgt nicht durch seinen Schöpfer, sondern erst Mitte der 1970er Jahre durch den Autor Philip José Farmer, der ihn und seinen Gefährten die Erde vor einer außerirdischen Invasion bewahren und dabei die von Dr. Watson erwähnten ungelösten Fälle des Meisterdetektivs Holmes aufklären lässt, ohne allerdings in direkte Verbindung zu diesem zu treten, wodurch das Fehlen einer zu Lebzeiten der Ursprungsautoren eigentlich erwartbaren Konfrontation ihrer Romanhelden weiterhin vermieden wird (anders bei Arsène Lupin, der Sherlock Holmes, aus damaligen Urhebergründen als „Herlock Sholmes“ betitelt, in einer der Geschichten besiegt).

### Harry „Bunny“ Manders
Harry Manders, der Gefährte von Raffles, ist jünger als dieser und hat dieselbe Schule besucht (aus der auch sein Spitzname „Bunny“ herrührt), jedoch besuchte er nicht die Universität. Er betätigt sich als Schriftsteller, was Raffles eher als brotlose Kunst abtut. Anfangs lebt er von einem Erbe, das er jedoch verspielt und, als die Spielschulden unerträglich werden, sich hilfesuchend an den vermeintlich gut situierten alten Schuldfreund A. J. Raffles wendet. Dieser weiht ihn in das Geheimnis seiner finanziellen Verhältnisse ein und verpflichtet ihn, bei einem Raubzug Hilfestellung zu leisten.
Die Dankbarkeit Bunnys führt dazu, dass er mehr oder weniger zum einzigen Freund und ständigen Begleiter avanciert. Als Mittäter gerät Bunny bei einem Juwelenraub auf einem Kreuzfahrtschiff in mehrjährige Gefangenschaft, während A.J. Raffles sich durch einen Sprung ins Wasser vor der Polizei in Gestalt von Inspektor Mackenzie retten kann. Später trifft Bunny auf den zurückgekehrten Raffles, der unter dem Namen „Maturin“ als vermeintlich Schwerkranker inkognito lebt und lässt sich als dessen „Krankenpfleger“ engagieren. Er begleitet A.J. Raffles in den Burenkrieg und kehrt als Verwundeter nach England zurück, wo er die Geschichten um Raffles mit Hilfe seines „literarischen Agenten“ F. W. Hornung zu Papier bringt.

### Inspektor Mackenzie
Inspektor Mackenzie von Scotland Yard, schottischer Abstammung, ist der Polizist, der A. J. Raffles am ehesten auf den Fersen ist, in den ersten Jahren aber von ihm immer wieder erfolgreich an der Nase herumgeführt wird. Offenbar weiß er aber mehr über Raffles, als diesem klar wird, denn auf der in der Kurzgeschichte „Das Geschenk des Monarchen“ beschriebenen Kreuzfahrt taucht der Inspektor auf, um den Juwelenraub aufzuklären und hat binnen kürzester Zeit A. J. Raffles in Verdacht.

### Weitere Personen
Ein ebenbürtiger Widersacher von A.J. Raffles ist (in der 1909 veröffentlichten Geschichte „Raffles als Richter“, die aber 1895 spielt), der berüchtigte Geldverleiher Dan „Shylock“ Levy. Erst wird dieser von Raffles anlässlich eines Kuraufenthaltes in Karlsbad bestohlen. Raffles sorgt aber dafür, dass das gestohlene Smaragd-Collier wiedergefunden wird, nachdem er mitbekommen hat, wie Levys Frau unter den Beschuldigungen ihres Mannes zu leiden hat.
Dann erfährt Raffles, dass Teddy Garland, ein junger Cricketspieler, den er unter seine Fittiche genommen hat (und dessen Verlobte er insgeheim liebt), und auch dessen Vater enorme Schulden bei eben jenem Geldverleiher haben. Dieser droht, beide bloßzustellen und ihres verpfändeten Hauses zu berauben. Levy hat inzwischen Raffles auch in der Karlsbader Sache in Verdacht und verlangt von diesem als Gegenleistung zu einer Nachsicht den Garlands gegenüber einen kompromittierenden Brief zu stehlen, will diesen unmittelbar nach dem Diebstahl in seine Gewalt bringen, was durch das unerwartete Auftreten von Bunny vereitelt wird.
In einem Handgemenge mit Levy verbrennt dieser den Brief und weigert sich, die Zusagen zugunsten der Garlands einzuhalten, droht vielmehr mit der Enthüllung des wahren A.J. Raffles. Dieser überwältigt Levy und sperrt ihn ein, bis er einen Wechsel zugunsten der Garlands einlösen kann. In der Zwischenzeit erpresst der gefesselte Levy seinen Bewacher Bunny und das Manöver misslingt um Haaresbreite. Aus Angst vor der Rache Levys flüchten Raffles und Bunny und hören von dessen plötzlichen Tod, der durch einen anderen säumigen Schuldner verursacht wurde. Levy hat nicht nur in Raffles, sondern auch in diesem anderen Opfer, seinen Richter gefunden.

## Werkverzeichnis
Die Geschichten um Raffles erschienen zuerst (wie die Sherlock-Holmes-Geschichten) in der Zeitschrift „The Strand“, später dann in mehreren Sammelbänden. 1909 erscheint der einzige Roman um Raffles.

### Englischsprachige Ausgaben
1. The Amateur Cracksman (1899) aka Raffles (Kurzgeschichten mit folgenden Erzählungen, deutscher Titel in Klammern:)
  1. The Ides of March (Die Iden des März)
  2. A Costume Piece (Eine Aufführung im Kostüm)
  3. Gentlemen and Players (Dilettanten und Leute von Beruf)
  4. Le premier pas
  5. Wilful Murder (vorsätzlicher Mord)
  6. Nine Points of the Law (Ein Einbruch auf Bestellung)
  7. The Return Match (Ein gefährlicher Besucher)
  8. The Gift of the Emperor (Das Geschenk des Monarchen)
2. The Black Mask (1901) aka Further Adventures of the Amateur Cracksman (Kurzgeschichten)
  1. No Sincecure (Kein leichter Posten)
  2. A Jubilee Present (Ein Jubiläumsgeschenk)
  3. The Fate of Faustina (Faustinas Geschick)
  4. The Last Laugh (Wer zuletzt lacht)
  5. To Catch a Thief (Einen Dieb zu verhaften)
  6. An Old Flame (Eine alte Flamme)
  7. The Wrong House (Das unrechte Haus)
  8. The Knees of the Gods (Die Kniee der Götter)
3. A Thief in the Night (1905) (Kurzgeschichten)
  1. Out of Paradise (Aus dem Paradies verstoßen)
  2. The Chest of Silver (Die Silbertruhe)
  3. The Rest Cure (Die Erholungskur)
  4. The Criminalist’s Club (Der Kriminologistenklub)
  5. The Field of Philippi (Die Ebenen von Philippi)
  6. A Bad Night (Eine böse Nacht)
  7. A Trap to Catch a Cracksman (Eine Einbrecherfalle)
  8. The Spoils of Sacrilege (Die Früchte eines Frevels)
  9. Raffles’ Relics (Raffles'sche Reliquien)
  10. The Last Word (Schlusswort)
4. Mr. Justice Raffles (1909) (Roman)
5. The Complete Short Stories of Raffles (1984) (Sammelband der vorgenannten Geschichten)
6. The Collected Raffles (1993) (ebenso)

Die englischsprachigen Originalgeschichten sind seit 1972, 50 Jahre nach dem Tod des Autors, nach damaligem Urheberrecht gemeinfrei geworden.

### Deutsche Ausgaben
Vor dem Zweiten Weltkrieg:
1. Ein Einbrecher aus Passion, 1903 (The Amateur Cracksman, 1899, Engelhorns Allgemeine Roman-Bibliothek)
2. Die schwarze Maske, 1903 (The Black Mask, 1901, Engelhorns Allgemeine Roman-Bibliothek)
3. Ein Dieb in der Nacht, 1908 (A Thief in the Night, 1905, Engelhorns Allgemeine Roman-Bibliothek)
4. Raffles als Richter, 1912 (Mr Justice Raffles, 1909, Engelhorns Allgemeine Roman-Bibliothek)

Nur diese Ausgaben enthalten eine (fast) vollständige deutsche Übersetzung und sind in der richtigen Erzählreihenfolge abgedruckt
Nach dem Zweiten Weltkrieg:
1. Raffles als Richter (Mr. Justice Raffles); Verlag Das neue Berlin, DDR 1979 = Heyne 1981, Verlags-Nummer 1976
2. Raffles – Der Dieb in der Nacht; Diogenes 1976, Verlagsnummer 109/20237, ISBN 3-257-20237-7 = Heyne 1983, Verlags-Nummer 2032
3. Raffles – Der Amateur-Einbrecher, Diogenes 1988, Verlags-Nummer 21579, ISBN 3-257-21579-7

### Verfilmungen
Die Geschichten um Raffles wurden viele Male verfilmt und auch in Serienform für das Fernsehen aufbereitet. Keiner dieser Filme erschien auf Deutsch. Eine genaue Auflistung findet sich in der englischen Sprachversion dieser Seite.

## Pastiches
Zahlreiche Autoren haben Pastiches um Raffles geschrieben und so die Geschichte weitergesponnen. Hierzu zählen: John Kendrick Bangs, Adam Corres, Philip José Farmer, David Fletcher, Richard Foreman, Graham Greene, Barry Perowne und Peter Tremayne. Ins Deutsche übersetzt wurden lediglich zum einen Raffles Holmes und Co von Kendrick Bangs, eine Sammlung, in der Raffles Holmes, ein gemeinsamer Sohn von Sherlock Holmes und zugleich Enkel von A.J. Raffles eine Doppelrolle spielt.
Zum anderen wurde die Geschichte The Problem of the Sore Bridge – Among Others von Philip Jose Farmer in Deutsch übersetzt (deutscher Titel: „Das Problem der verdossenen Brücke – unter anderem“). Sie findet sich in der Science-Fiction-Sammlung „Mit Sherlock Holmes durch Raum und Zeit (Teil 1)“, die von Isaak Asimov herausgegeben wurde. In dieser Geschichte entdecken A.J. Raffles und Bunny Manders wenige Monate nach den im Roman „Raffles als Richter“ beschriebenen Ereignissen ungewöhnliche Stern-Saphire, die von einem geheimnisvollen Mann namens James Phillimore veräußert werden. Dieser entpuppt sich als außerirdischer Formwandler, die Sternsaphire als Eier der Spezies, deren erstes Opfer der ebenfalls bei Sherlock Holmes beschriebene wahnsinnig gewordene Journalist Isadora Persano wird. Auf der Flucht mit dem (laut Dr. Watson dritten ungelösten Fall) verschwundenen Kutter Alicia kommt es zum Showdown, bei dem es A.J. Raffles und Bunny Manders gelingt, die ganze Menschheit vor dem Untergang zu bewahren und den ebenfalls ihnen auf den Fersen befindlichen Sherlock Holmes und Inspektor Mackenzie immer eine Nasenlänge voraus zu sein.